# Tischdecke

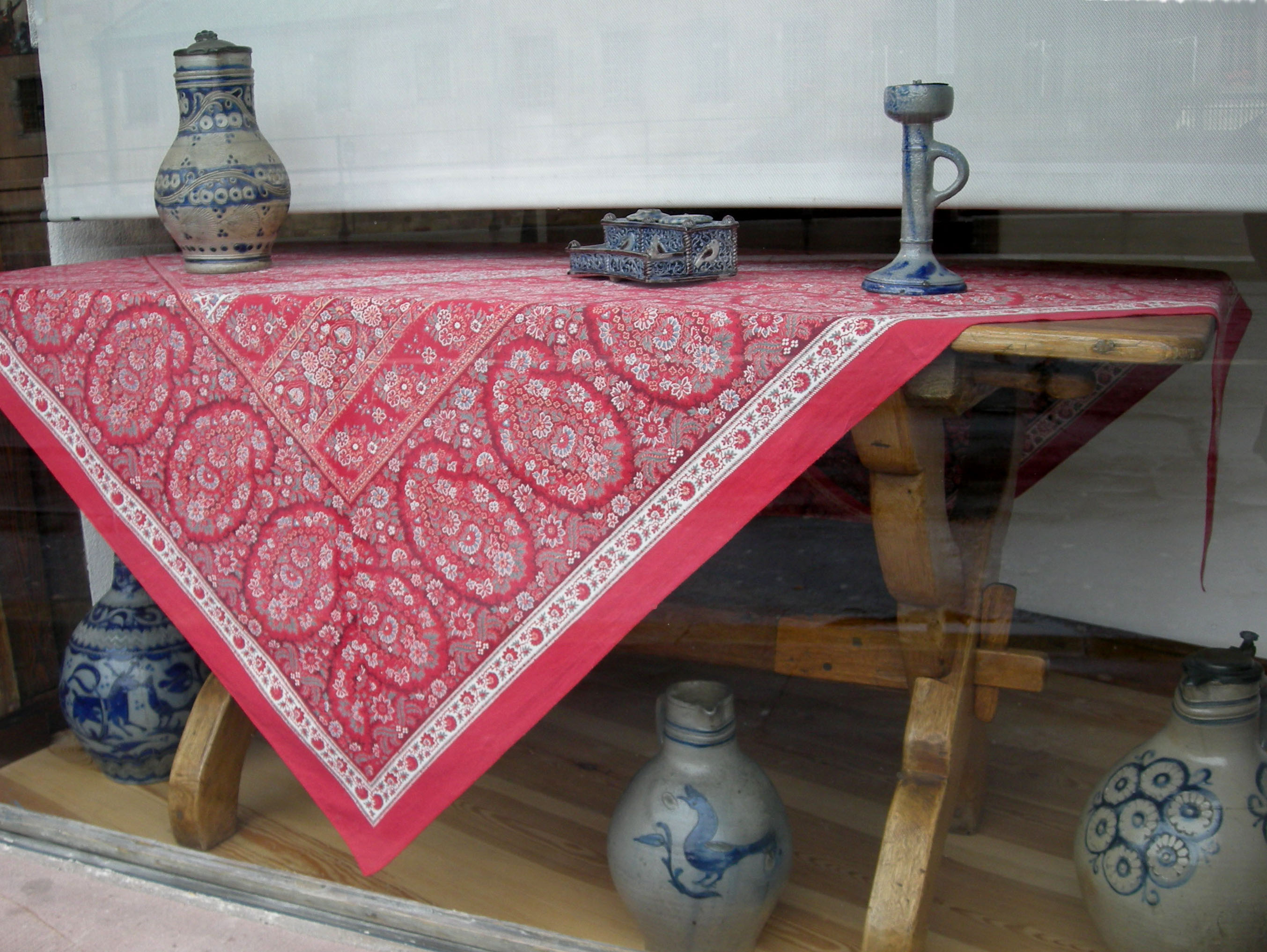
Dekoratives Tischtuch

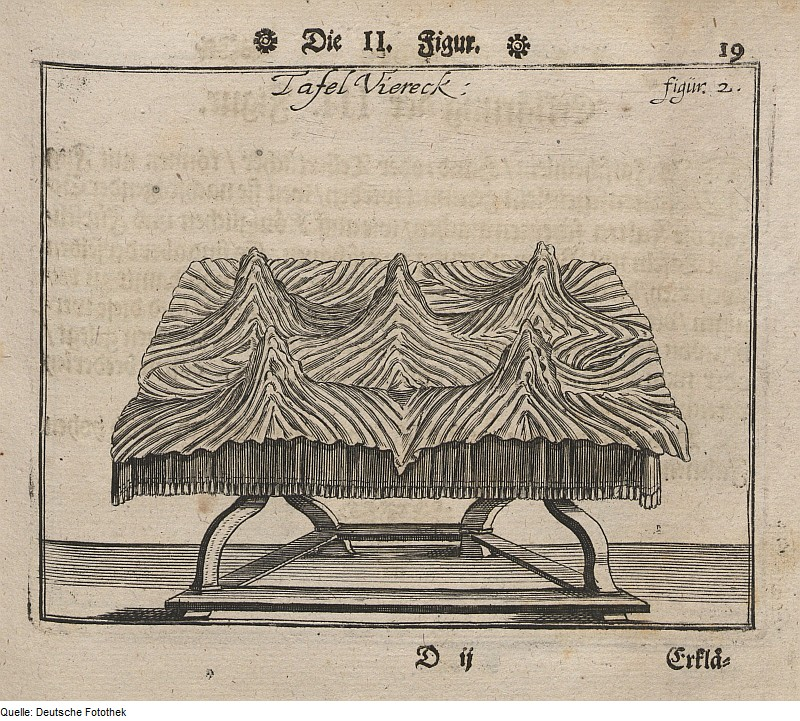
Tafel mit Tischtuch, 1657

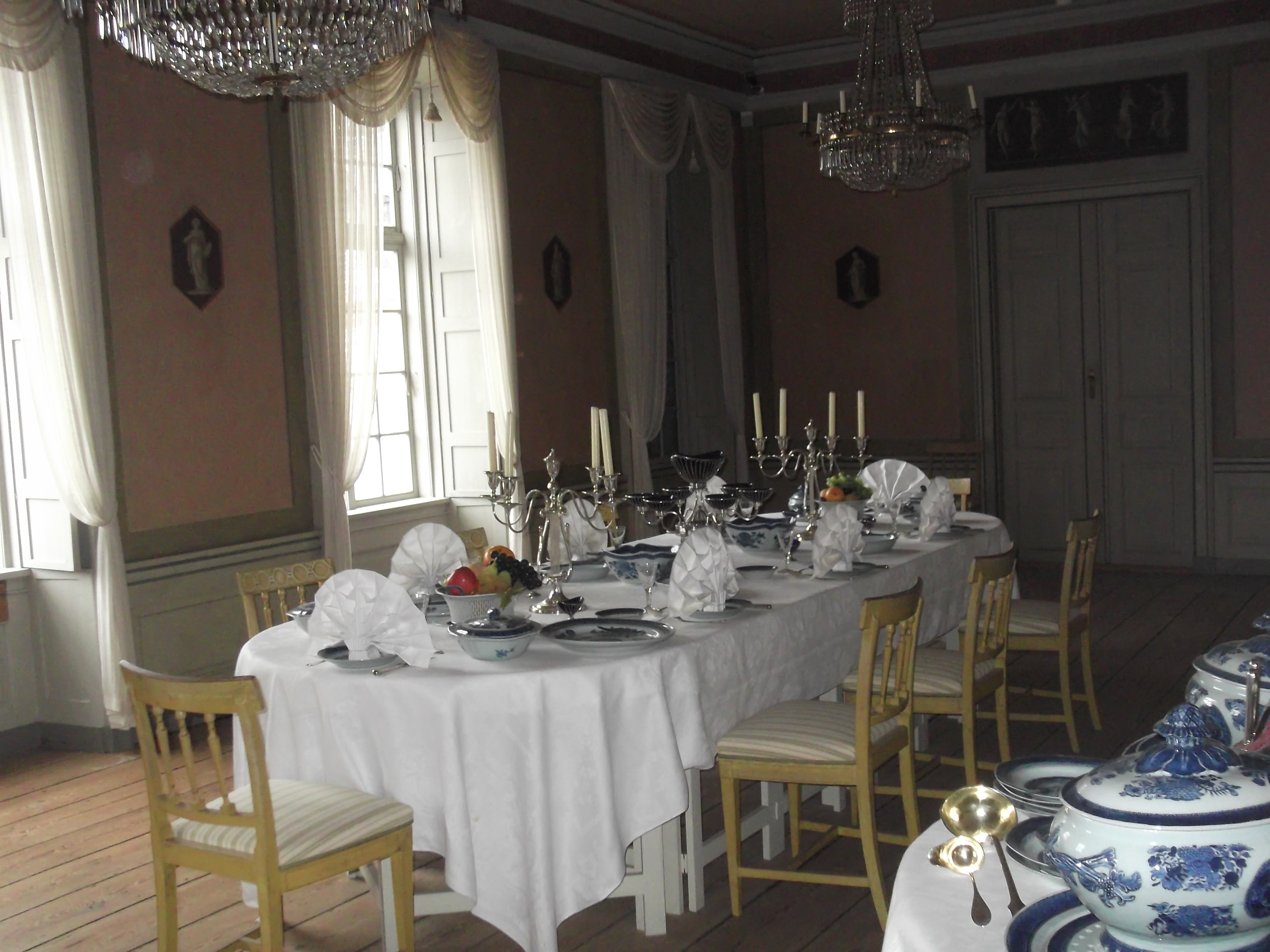
Tafel mit Damasttischtuch

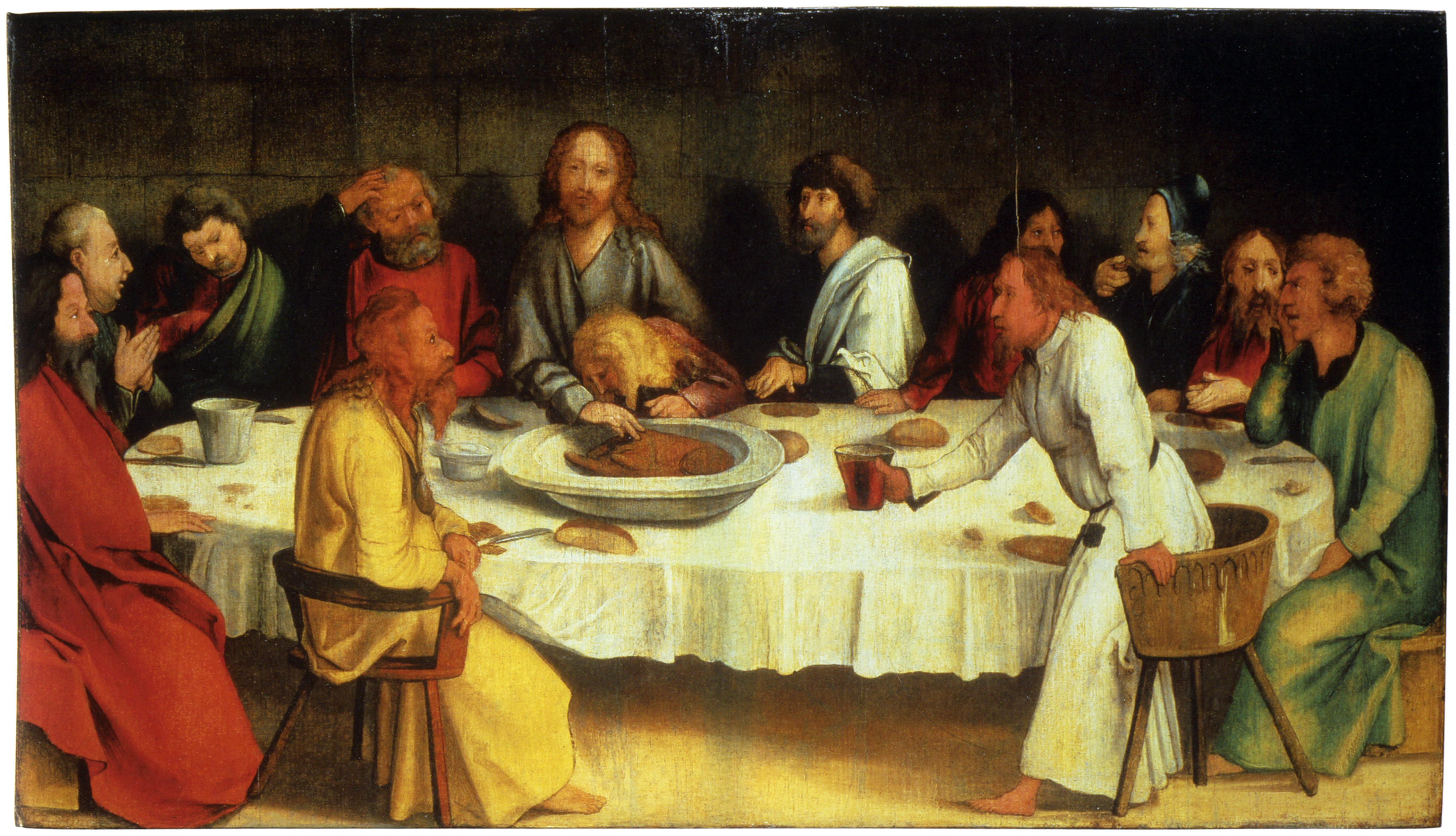
Abendmahlsszene mit Tischtuch

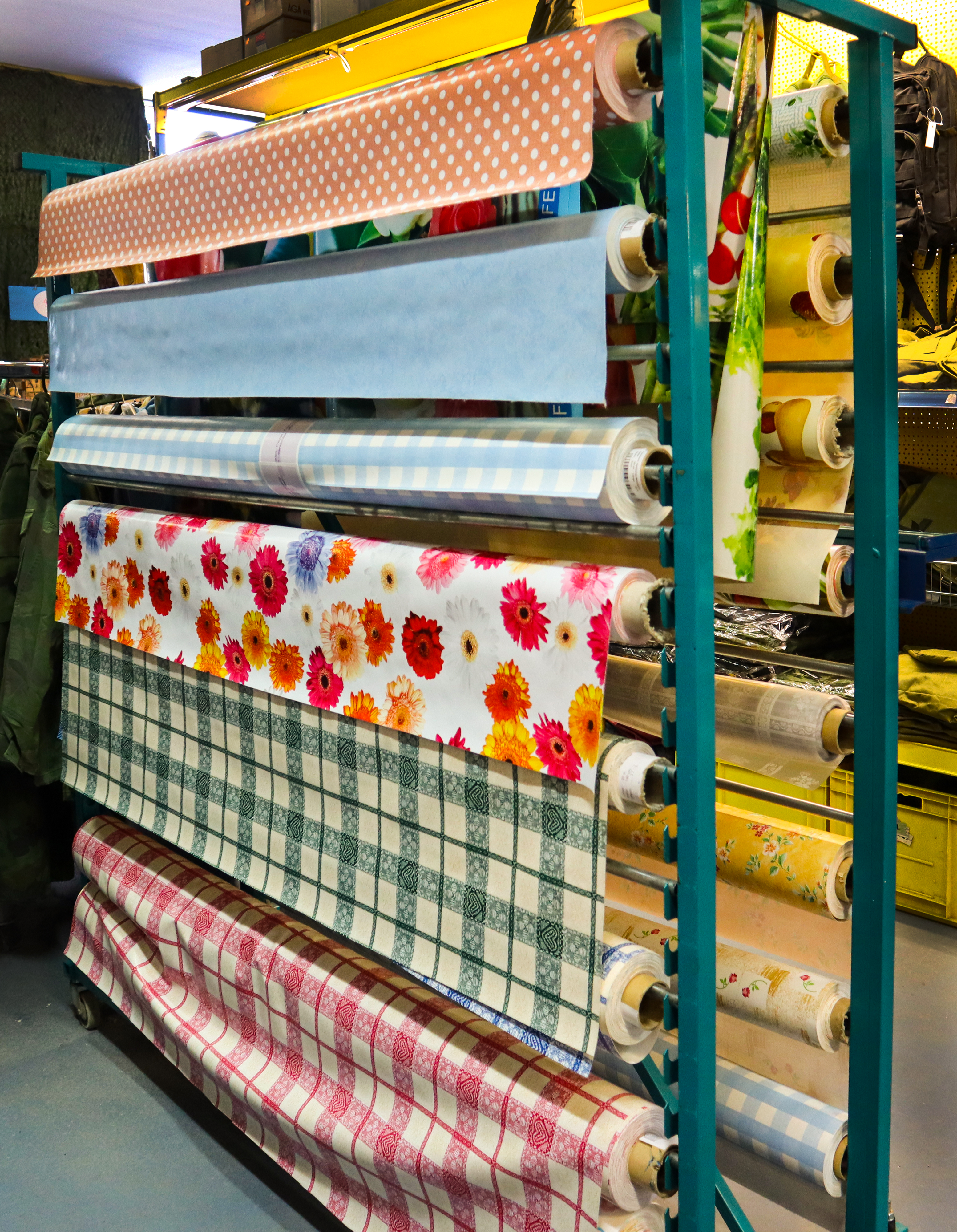
Wachstuchtischdecken als Meterware im Verkauf

Eine Tischdecke (auch Tischtuch) ist eine der Tischform angepasste Tischwäsche, die aus Textilien oder Kunststoff hergestellt ist. Die Mitteldecke, auch Deckserviette oder Decker genannt, bedeckt nur den mittleren Teil eines Tisches, in der französischen Fachsprache als napperon bezeichnet. Mitteldecken sind quadratisch und werden solo oder über die eigentliche Tischdecke gelegt, diagonal oder parallel zur Tischkante.

## Verwendung
Die Verwendung einer Tischdecke kann einen oder mehrere Zwecke erfüllen, so z. B.:
- Schutz einer empfindlichen Tischoberfläche vor Verschmutzung oder Beschädigung.
- Abdecken einer optisch unschönen Tischoberfläche.
- Als Teil der Tischdekoration, denn ein schöner, dem Anlass entsprechend eingedeckter Tisch ist wichtiger Teil der Gastlichkeit.
- Zum Erleichtern der Reinigung und Gewährleisten der Hygiene (zum Beispiel in Gaststätten).

Das Auflegen von Mitteldecken bietet diverse Vorteile:
- Ein schöneres Aussehen des Tisches durch farbliche Kontraste oder auch Ton-in-Ton-Kombinationen zur Tischdecke.
- Kleinere Flecken auf der Tischdecke können abgedeckt werden, dadurch geringere Reinigungskosten als bei Tischdecken.
- Nähte und Überlappungen der Tischdecken können überdeckt werden.
- Geringere Anschaffungskosten im Vergleich zu Tischdecken.
- Schnelleres Auswechseln im Vergleich zum Auswechseln der Tischdecke, bringt Zeit- und Kostenersparnis.[1]

## Varianten und Zubehör
Meist soll eine Tischdecke den Tisch komplett abdecken und hängt 25 bis 30 cm über. Für unterschiedliche Größen und Formen von Tischen (rund, oval, rechteckig) werden passende Tischdecken im Handel angeboten. Es ist möglich, eine wertvolle Tischdecke mit einer transparenten PVC-Tischdecke zu schützen.
Es existieren zahlreiche Varianten und Zubehör, so zum Beispiel:
- Der Tischläufer, der die Tischdecke ersetzen kann und nur einen länglichen mittleren Teil des Tisches bedeckt.
- Das Skirting als Ergänzung zur Tischdecke zur kompletten Verdeckung der Seitenbereiche eines Tisches.
- Die Tischklammer oder -gewichte zur Befestigung der Tischdecke z. B. gegen Windstöße.

## Materialien
Tischdecken werden aus unterschiedlichen Materialien hergestellt. Beispiele:
- Textilien wie
  - Leinen
  - Damast, meist aus Baumwolle
  - Plüsch, vor allem im 19. Jahrhundert zu Repräsentationszwecken
  - Wachstuch
- Papier, oft zum einmaligen Gebrauch, teils mit Beimischung oder Überzügen aus Kunststoff
- PVC und andere Kunststoffe